# Α-Olefinsulfonate

Allgemeine chemische Struktur der α‑Olefinsulfonate
R= Alkyl, M= Na^{+}, n = 1 oder 2

α-Olefinsulfonate (AOS) sind eine Gruppe anionischer Tenside, die in Waschmitteln eingesetzt werden. Die Verbindungen enthalten einen – meist linearen, primären – Alkylrest R und ein einwertiges Kation M, vorzugsweise Natrium. Der am häufigsten eingesetzte Vertreter der Stoffgruppe ist das Natrium-α-Olefinsulfonat (INCI: Sodium C14-16 Olefin Sulfonate).

## Gewinnung und Darstellung
α-Olefinsulfonate werden durch Sulfonierung (zum Beispiel mit Schwefeltrioxid) von α-Olefinen und anschließende alkalische Hydrolyse hergestellt und bestehen aus einer Mischung von Alkensulfonaten und Hydroxyalkansulfonaten. Die Mischung enthält in der Regel ca. 60–65 % Alkensulfonate, 35–40 % Hydroxyalkansulfonate und bis zu 10 % Disulfonate. Die im Handel erhältlichen Olefinsulfonate sind meist Lösungen mit ca. 40 % Wirkstoffgehalt.

## Beschreibung
Neben einer längeren Kohlenwasserstoffkette, in der mindestens eine Doppelbindung vorliegen muss (daher der Name „Olefin“) trägt es eine anionische Sulfonat-Kopfgruppe mit einem Natrium-Ion als Gegenion. In wässriger Lösung liegt die Sulfonat-Gruppe negativ vor, weshalb die α-Olefinsulfonate zu den anionischen Tensiden zählen.
Im Gegensatz zu den meisten anderen Tensiden, bei denen die C12-Alkylketten die höchste Oberflächenaktivität aufweisen, zeigen Olefinsulfonate bei Verwendung von C14- und C16-Olefinen die maximale Aktivität.

## Verwendung
α-Olefinsulfonate mit linearen Alkenyl-Resten von C12 bis C18 finden als Aniontenside mit ausgeprägter Schaumbildung und Schaumstabilität (selbst bei hoher Wasserhärte), hervorragendem Fettlösevermögen und Öllösevermögen sowie günstigem Ökoprofil und niedriger aquatischer Toxizität und Humantoxizität Verwendung in verschiedenen Einsatzgebieten. So zum Beispiel in Wasch- und Reinigungsmitteln, zum Entfetten, bei der Emulsionspolymerisation, der Konditionierung von Beton und Mörtel sowie bei der Formulierung von Pflanzenschutzmitteln.